# Samuel Maciejowski

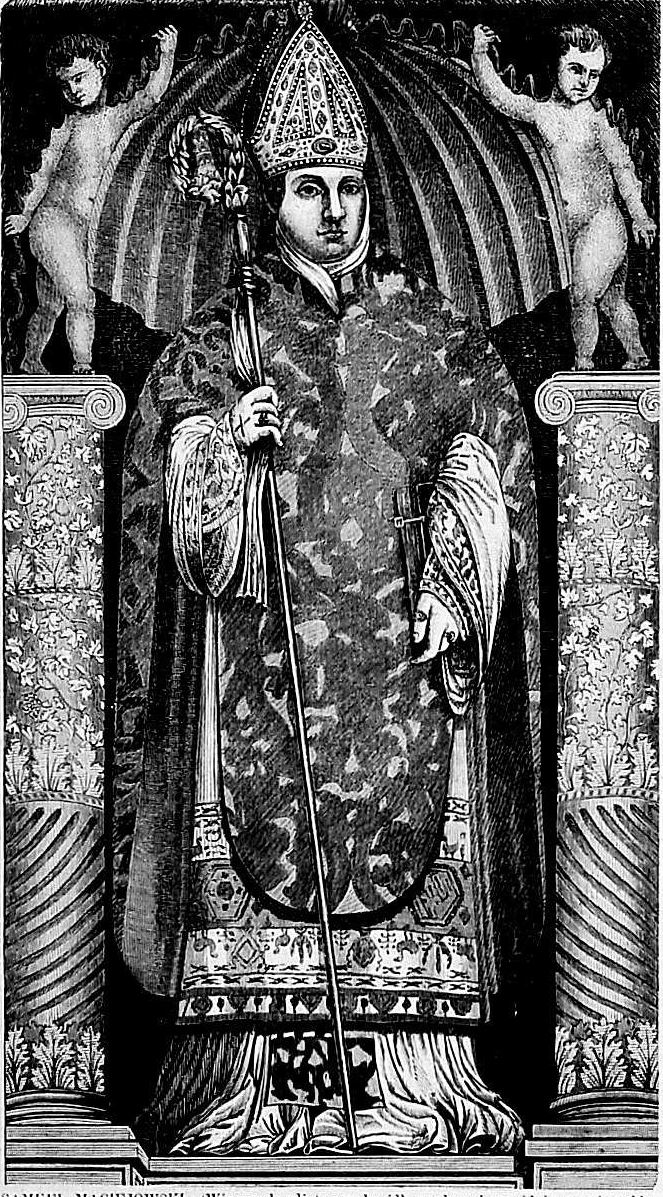
Samuel Maciejowski

Samuel Maciejowski  Herb Ciołek (* 1499; † 26. Oktober 1550 in Krakau) war ein katholischer Bischof und Staatsmann in Polen-Litauen.

## Leben
Er war der Bruder von Stanisław Maciejowski und Cousin von Mikołaj Maciejowski. 1518 wurde er Notar in der Kanzlei des Königs Sigismund des Alten. 1522 schickte ihn Bischof Piotr Tomicki zum Studium nach Padua und Bologna. 1530 kehrte er nach Polen zurück und wurde Kanoniker in Krakau. Gleichzeitig arbeitete er weiterhin als Gesandter auf dem Landtag der Wojwodschaft Krakau für den König. 1539 trat er das Amt des Unterkronkanzlers und 1541 das des Großkronkanzlers an. Gleichzeitig stieg er dank der Unterstützung des Königs in der katholischen Kirche auf. 1539 wurde er Bischof von Kulm, 1541 Bischof von Płock und 1546 Bischof von Krakau. Er erntete herbe Kritik, dass er trotz der Annahme von geistlichen Ämtern seine weltlichen Ämter behielt, was gegen geltendes Recht verstieß. Er unterstützte auch den Königssohn Sigismund II. August, auch bei dessen Heiratsplänen mit Barbara Radziwiłł. Er erkannt gegen den Widerstand einflussreicher Kreise die kirchliche Gültigkeit der Ehe des Königspaares an. Gegenüber der Reformation zeigte er sich ebenso wie der neue König relativ tolerant. 1547 bestellte er eine Synode nach Wiślica. Im gleichen Jahr ließ er das Białoprądnicki-Palais Krakau als Sommerresidenz bei Krakau bauen, wo er Humanisten und Literaten einlud, unter anderem den jungen Łukasz Górnicki. Er wurde unter der nach ihm benannten Maciejewski-Kapelle an der Wawel-Kathedrale bestattet. Dort ist er zusammen mit seinem Neffen Bernard Maciejowski, der ebenfalls Krakauer Bischof wurde, begraben.